# Cynthia varini
Cynthia varini är en fjärilsart som beskrevs av Meilhan 1929. Cynthia varini ingår i släktet Cynthia och familjen praktfjärilar. Inga underarter finns listade i Catalogue of Life.